# Мюдівка
Мю́дівка — село в Україні, у Кетрисанівській сільській громаді Кропивницького району Кіровоградської області. Населення становить 78 осіб (станом на 2001 рік). Село розташоване за 4,5 кілометра від міста Борбринець.

## Географія
Село Мюдівка лежить за 4,5 км на південний схід від міста Бобринець, фізична відстань до Києва — 272,4 км. Через село проходить автомобільний шлях територіального значення Т 2401. Поблизу Мюдівки розташований ботанічний заказник місцевого значення Мюдівська балка.

## Населення
Станом на 1989 рік у селі проживало 79 осіб, серед них — 34 чоловіки і 45 жінок.
За даними перепису населення 2001 року у селі проживало 78 осіб. Рідною мовою назвали:
| Мова       | Кількість осіб | Відсоток |
| ---------- | -------------- | -------- |
| українська | 71             | 91,03%   |
| російська  | 5              | 6,41%    |
| молдовська | 1              | 1,28%    |
| вірменська | 1              | 1,28%    |

## Політика
Голова сільської ради — Алеян Тетяна Володимирівна, 1959 року народження, вперше обрана у 2010 році. Інтереси громади представляють 12 депутатів сільської ради:
| Партія                                 | Кількість депутатів | Відсоток |
| -------------------------------------- | ------------------- | -------- |
| «Партія регіонів»                      | 7                   | 58,33%   |
| Всеукраїнське об'єднання «Батьківщина» | 2                   | 16,67%   |
| самовисування                          | 2                   | 16,67%   |
| «Комуністична партія України»          | 1                   | 8,33%    |